# Honda FMX 650
Die FMX 650 ist ein Motorrad von Honda. Die Supermoto wurde von 2005 bis 2007 im spanischen Honda-Werk in Montesa unter dem Modellcode RD 12 gebaut.

## Technik
Der Motor der FMX 650 ist ein fahrtwindgekühlter Einzylinder-Viertaktmotor des Typs RFVC und wurde in dieser Form schon in der Honda NX 650 Dominator eingesetzt. In der FMX 650 wird der mit vier radial angeordneten Ventilen ausgestattete Motor mit Katalysator und einem Hubraum von 644 cm³ verbaut. Die Nennleistung von  28 kW (38 PS) liegt bei einer Drehzahl von 5.750/min, und das maximale Drehmoment von 52 Nm erreicht die FMX 650 bereits bei 4.500/min. Ein ungeregelter Katalysator hält die Abgasnorm Euro-2 ein, dies allerdings nur unter Leistungseinbußen, und somit werden die 44 PS, die der Motor in der Dominator von 1988 geleistet hat, nicht mehr erreicht. Ausgestattet mit einem Elektrostarter und einem 5-Gang-Getriebe kommt die FMX 650 bereits bei niedrigen bis mittleren Umdrehungen auf Touren und verbraucht je nach Fahrweise zwischen 4 und 8 Litern auf 100 Kilometer.

## Kritik
„Abgesehen von der etwas verhaltenen Drehfreude ist die 650er ein beeindruckend fahraktives Bike. Kehre links? Kein Problem. Nach vorn rutschen, linker Fuß raus, rechtes Bein fest an die Seite, den Alulenker dicht am Körper – Turnen leicht gemacht. Die schmale Taille und Linienführung erlaubt größtmögliche Bewegungsfreiheit. Das Gefühl fürs Vorderrad ist durch die aktive Sitzposition exzellent, und die Pirelli MTR 01 verzahnen sich gut mit dem Asphalt.“